# Muthukulam
Muthukulam es una ciudad censal situada en el distrito de Alappuzha en el estado de Kerala (India). Su población es de 20740 habitantes (2011). Se encuentra a 37 km de Alappuzha.

## Demografía
Según el censo de 2011 la población de Muthukulam era de 20740 habitantes, de los cuales 9474 eran hombres y 11266 eran mujeres. Muthukulam tiene una tasa media de alfabetización del 95,73%, superior a la media estatal del 94%: la alfabetización masculina es del 97,48%, y la alfabetización femenina del 94,29%.